# Ubaldo Gonzalez
Ubaldo Gonzalez Flores (Capiata, el 16 de mayo de 1963) fue un exfutbolista paraguayo que se desempeñó como portero en varios clubes de Paraguay y de la Selección de Futbol de Paraguay.

## Clubes
| Clubes                | Pais     | Año         |
| --------------------- | -------- | ----------- |
| Club Sportivo Luqueño | Paraguay | 1982 - 1989 |
| Cerro Porteño         | Paraguay | 1990 - 1991 |
| Club Sportivo Luqueño | Paraguay | 1992-1995   |
| La Serena             | Chile    | 1995        |
| Sportivo Iteño        | Paraguay | 1996-1998   |

## Selección nacional
| Competicion                                    | Partidos |
| ---------------------------------------------- | -------- |
| Copa Mundial de Fútbol Juvenil de 1985 (Rusia) | 2        |